# 렌 개브리엘슨
레너드 게리 개브리엘슨(영어: Leonard Gary Gabrielson, 1940년 2월 14일~)은 미국의 프로 야구 선수로, 포지션은 외야수였다. 메이저 리그 베이스볼(MLB)에서 1960년과 1963년부터 1970년까지 선수 생활을 했다.
서던캘리포니아 대학교를 졸업했고, 1959년에 아마추어 FA 신분으로 밀워키 브루어스와 계약을 맺었다. 밀워키에서 세 번째 시즌을 뛰던 중인 1964년 6월 3일에 시카고 컵스로 트레이드되었으며, 반대급부로 포수 메릿 래뉴와 4만 달러가 밀워키에게 넘어갔다. 그로부터 2주 뒤에 컵스는 트레이드를 통해 팀의 주전 우익수 루 브록을 세인트루이스 카디널스로 보내면서, 개브리엘슨을 그 자리에 투입시켰다.
개브리엘슨은 컵스 유니폼을 입은 지 1년도 되지 않은 1965년 5월 29일에 샌프란시스코 자이언츠로 이적했다. 자이언츠가 개브리엘슨과 포수 딕 버텔을 받는 대신 컵스에 하비 쿠엔, 에드 베일리, 투수 밥 헨들리를 보내는 트레이드가 성사되었다. 개브리엘슨은 점차 자이언츠의 주전 좌익수 자리를 꿰찼고, 1966년 스프링 트레이닝에서는 윌리 맥코비 때문에 1루 포지션을 내주고 외야로 전향한 올랜도 세페다와의 경쟁에서도 승리했다. 하지만 그해 시즌에 들어서 타격에서 어려움을 겪었으며, 시즌 후인 12월에 캘리포니아 에인절스의 놈 시번과 맞바뀌는 트레이드로 팀을 옮겼다.
개브리엘슨은 에인절스에서 11경기만 소화한 뒤 1967년 5월 10일에 로스앤젤레스 다저스의 조니 워하스의 맞상대로 다시 트레이드되었다. 이후 다저스에서 4시즌을 보냈고, 1968년에는 10홈런으로 팀 내 홈런 1위를 기록했다. 이러한 기록이 탄생할 수 있었던 이유는 그해 시즌이 이른바 '투수의 해'로 불리며 리그 전체적으로 타격 생산력이 하락했기 때문이었다.
개브리엘슨의 아버지 렌 개브리엘슨 또한 1939년에 필라델피아 필리스에서 뛰었던 메이저 리그 선수 출신이었다.